# Абрамов-Неверли, Игорь Николаевич
И́горь Николаевич Абрамов-Не́верли (пол.  Igor Abramow-Newerly; 11 (24) марта 1903, хутор Зверинец в Беловеже на Подляшье, Царство Польское, Российская империя — 19 октября 1987, Варшава, Польша) — польский писатель, педагог и журналист.

## Биография

### Детство и юность
Игорь Неверли родился в русско-чешской семье Николая Абрамова, капитана 8-го Эстляндского пехотного полка, и Веры-Терезы Неверли. Её отец, Йозеф Неверли, чех, занимал должность великого ловчего при дворе российского императора Николая Второго. В детстве Игорь Неверли потерял ногу.
С 1914 года Игорь проживал в Симбирске, где в 1920 году окончил школу. В 1921—1923 годах изучал юриспруденцию в Киеве в Высшем институте народного образования имени Михаила Драгоманова (был исключён за политические взгляды), а впоследствии — педагогику на факультете общественных наук Свободного польского университета в Варшаве.
В 1918 году Неверли записался в ряды комсомольцев, а в 1921 вместе с несколькими приятелями вышел из членов РКСМ. После основания в Киеве социал-демократического кружка попал под арест и был сослан в Одессу. В 1924 году Игорь с другом напечатал листовки и разбросал их возле одесской биржи труда, за что вновь был арестован. В Киеве, на этапе до Соловецких островов, он бежал и вскоре нелегально перешёл польско-советскую границу — через р. Горынь вблизи Острога.

### Профессиональная деятельность до Второй мировой войны
В 1925 Неверли приобщился к прогрессивной педагогической деятельности, познакомившись с Янушем Корчаком. В 1926 году Неверли стал секретарём Корчака, а в 1932 перенял от него должность главного редактора журнала «Mały Przegląd» («Малый мир»), которым руководил до 1939 года. В то время секретарём редакции была его жена Барбара Абрамова-Неверли (в девичестве — Ярецкая), на которой он женился 14 апреля 1931 года. Их сын — прозаик и драматург Ярослав Абрамов-Неверли.
Игорь Неверли оказал существенную помощь дому сирот, которым руководил Януш Корчак. В 1932 году Неверли дебютировал как публицист под псевдонимом Ежи Абрамов.

### Деятельность во время Холокоста
Неверли помогал Корчаку и после начала немецкой оккупации. Несмотря на инвалидность, он пробирался в гетто и приносил Корчаку поддельные документы и деньги. Неверли также находил места укрытия для евреев, сбежавших из гетто. Его дом всегда был открыт для друзей-евреев в качестве временного укрытия, до нахождения более надёжного места. Неверли прятал нескольких своих еврейских коллег по газете «Mały Przegląd»: Кубу Херштейн (Herzstein, Kuba), Реню Сираковску (Sierakowska, Renia), а также бежавшего из направлявшегося в Треблинку эшелона Лейзера Чарноброду (Czarnobroda, Lejzor).
В 1943 году его, как польского подпольщика, арестовали гестаповцы, и до конца войны Неверли был узником концентрационных лагерей — Майданека, Освенцима, Ораниенбурга и Берген-Бельзена.

### После Второй мировой войны
В 1945 году Неверли вновь привлекается к общественной, педагогической и журналистской деятельности — принимает участие в Рабочем обществе друзей детей и работает редактором молодёжного журнала Świat Przygód («Мир приключений»).
В 1947 он вступил в Польскую социалистическую партию, a после её слияния с Польской рабочей партией в 1948—1966 годах принадлежал к правящей Польской объединённой рабочей партии. Помогая диссидентам, которых преследовала власть ПНР, Неверли фиктивно нанял Яцека Куроня как своего личного секретаря. Открыто выступал в защиту осуждённых членов подпольной организации Рух.
После войны Игорь Неверли играл большую роль в жизни литературной среды. Он занимался Группой молодых писателей, с 1964 два срока подряд был председателем Варшавской организации Союза польских литераторов.
С 1958 года и до конца жизни он проводил летние и осенние месяцы в селе Згон, в Варминско-Мазурском воеводстве. В доме, который принадлежал ему и Зофии Лапицкой, Неверли написал «Сопка голубого сна» и «Остатки после празднества богов».
Похоронен на кладбище «Воинское Повонзки» в Варшаве.

## Творчество
Литературную карьеру Игорь Неверли начал в 1948 году полудокументальной повестью «Парень из Сальских степей» о жизни и приключениях врача Владимира Дергачёва. Прообразом главного героя был ветеринар Владимир Дегтярёв, с которым автор повести находился в концлагере. В повести «Архипелаг возвращённых людей», вышедшей в 1950, речь идёт о социалистическом воспитании молодёжи. Роман «Памятка с фабрики „Целлюлоза“» («Под фригийской звездой», 1952) рассказывает о жизни Щенсного — рабочего, который в межвоенное время стал коммунистом. На основе этого произведения Ежи Кавалерович совместно с автором написали сценарии двух фильмов — «Целлюлоза» и «Под фригийской звездой». Экранизирован также рассказ Игоря Неверли «Кастелянка» (1983). В 1960 году писатель опубликовал приключенческий роман «Лесное море». Роман «Живые связи» (1966) — записанные в художественной форме мемуары о Януше Корчаке. Произведения Игоря Неверли переведены на многие языки.

## Награды и звания

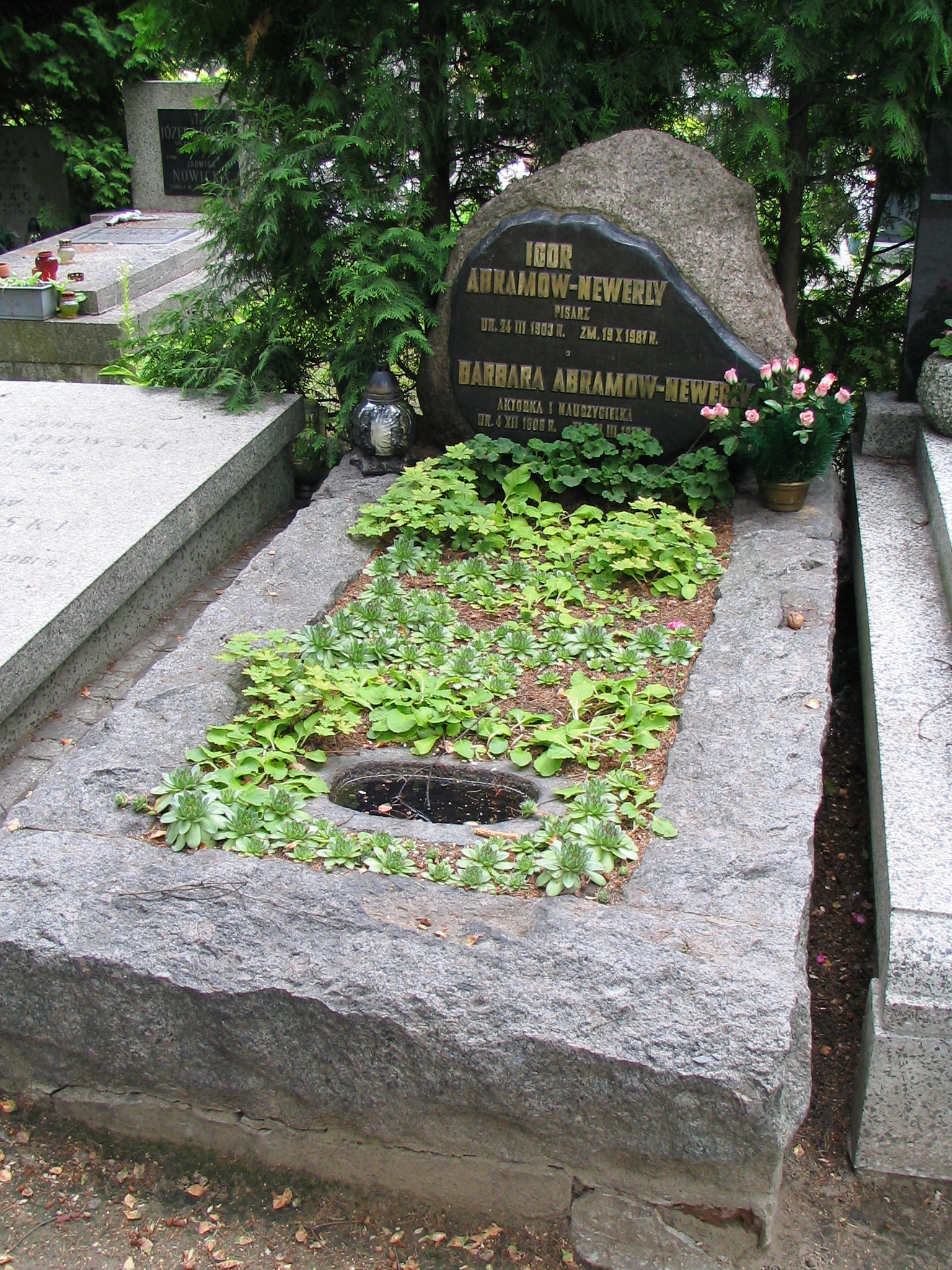
Могила Игоря и Барбары Абрамовых-Неверли на Воинском кладбище Повонзки в Варшаве, 23 июля 2008.

- Государственная премия ПНР III степени за роман «Архипелаг возвращённых людей» (1950)
- Государственная премия ПНР I степени за роман «Под фригийской звездой» (1952)
- Орден «Знамя Труда» I степени (1954)
- Командор Ордена Возрождения Польши (1959)[12]
- Премия председателя Совета министров ПНР I степени (1979)
- Праведник мира (1982)[13][14]

## Произведения

### Проза
- 1948 Chłopiec z Salskich Stepów — «Парень из Сальских степей»
- 1950 Archipelag ludzi odzyskanych — «Архипелаг возвращённых людей»
- 1952 Pamiątka z Celulozy — «Памятка с фабрики „Целлюлоза“»
- 1960 Leśne Morze — «Лесное море»
- 1966 Żywe wiązanie — «Живые связи»
- 1978 Rozmowa w sadzie piątego sierpnia, Warszawa, Czytelnik — «Разговор в саду пятого августа»
- 1985 Za Opiwardą, za siódmą rzeką…, Warszawa, Czytelnik, ISBN 83-07-01165-5 — «За Опивардой, за седьмой рекой»
- 1986 Wzgórze Błękitnego Snu, Warszawa, Czytelnik, ISBN 83-07-01369-0 — «Сопка голубого сна»
- 1986 Zostało z uczty bogów, Paryż, Instytut Literacki, ISBN 2-7168-0085-5 (pierwsze wydanie) — «Остатки после празднества богов»

### Кино
- 1953 Celuloza — «Целлюлоза» (сценарий, вместе с Ежи Кавалеровичем)
- 1954 Pod gwiazdą frygijską — «Под фригийской звездой» (сценарий, вместе с Ежи Кавалеровичем)
- 1957 Król Maciuś I — «Король Матиуш I» (сценарий, вместе с Вандой Якубовской)
- 1983 Kasztelanka — «Кастелянка» (диалоги)